# Rhumebrücke (1851)
Die Rhumebrücke ist eine 91 m lange Eisenbahnbrücke nordwestlich von Northeim in Südniedersachsen. Auf der Brücke quert die Hannöversche Südbahn am Kilometer 87,192 die namensgebende Rhume.
Ab 1982 entstand für die Schnellfahrstrecke Hannover–Würzburg eine nahegelegene weitere Eisenbahnbrücke über die Rhume, die ebenfalls die Bezeichnung Rhumebrücke trägt.

## Geschichte
Die Brücke wurde ab dem Frühjahr 1851 als Teil der Hannöverschen Südbahn erbaut und mit dem Streckenabschnitt Alfeld – Göttingen am 31. Juli 1854 in Betrieb genommen. Sie wurde als Bogenbrücke erstellt, Pfeiler und Widerlager wurden auf Eichenholzpfahlrosten gegründet, aus Bruchstein gefertigt und mit Natursteinblöcken verkleidet. Die Brückenbögen wurden aus Natursteinquadern gemauert. Die Brücke ist als Baudenkmal geschützt.
Zur Abdichtung der Brückengewölbe wurden 1935 umfangreiche Sanierungsarbeiten durchgeführt.
Am 9. April 1945, kurz vor Ende des Zweiten Weltkrieges, wurde der erste Brückenbogen gesprengt und die Brücke damit unpassierbar. Im Mai 1945 wurde die Lücke von amerikanischen Pionieren mit einer Hilfskonstruktion aus Stahlträgern geschlossen. Mangels Absicherung der verbliebenen Gewölbe stürzte die Konstruktion jedoch bei der ersten Befahrung durch einen schweren Güterzug ein. Dabei brachen auch die Bögen 2 und 3 der Brücke ein. Anschließend wurde der dritte Brückenpfeiler mit einem Betonklotz gesichert und über die drei Brückenöffnungen eine Behelfsbrücke aus Stahlträgern gelegt. Im August 1946 erfolgte eine weitere Verstärkung der Behelfskonstruktion.
Im Jahr 1948 wurden die zerstörten Brückenbögen und Brückenpfeiler wieder hergestellt. Zunächst wurde die Brückenhälfte unter dem Richtungsgleis Salzderhelden – Northeim wieder aufgebaut. Dafür war ursprünglich die Verwendung von Beton vorgesehen, auf Grund von Baustoffmangel konnte dies jedoch nicht durchgeführt werden. Stattdessen wurden Betonsteine von einer aufgelassenen Baustelle der Reichsautobahn Hannover – Göttingen (spätere Bundesautobahn 7) bei Hollenstedt verwendet, die mit nachbearbeiteten Natursteinen der zerstörten Brückenbögen verkleidet wurden. Die zunächst stockenden Bauarbeiten konnten nach der Währungsreform beschleunigt werden. Infolgedessen war die Realisierung der zweiten Brückenhälfte unter dem Richtungsgleis Northeim – Salzderhelden aus Stahlbeton möglich. Während der Baumaßnahmen erfolgte der Betrieb auf dem jeweils anderen Gleis, dazu wurde nördlich der Brücke eine Deckungsstelle eingerichtet. Die vollständige Wiedereröffnung der Brücke erfolgte am 3. Dezember 1948. Die Arbeiten wurden im Januar 1949 abgeschlossen.
Bei der 1963 erfolgten Elektrifizierung der Strecke wurden auf einem Pfeiler Oberleitungsmasten montiert.